# Pas d'armes
Le pas d'armes est un sport médiéval de chevalerie.
Au XVe siècle se développe dans plusieurs cours européennes une manière originale de combattre courtoisement dénommée « pas d’armes ».

## Description
La spécificité de ce nouveau genre d’affrontement réside dans la dimension théâtrale et majestueuse des confrontations et dans leur organisation selon une réglementation et un protocole de défi précis. À la manière d’un simulacre de situation militaire, le pas d'armes est un exercice de joute consistant à défendre un « pas » ou passage contre quiconque relève le défi. Inspirés par les héros des romans arthuriens, les participants obéissent à la fiction de défendre et d’attaquer une place, un pont ou une croisée de chemins contre tout venant. Il suffit à un chevalier de toucher de sa lance les armes arborées par le gardien du pas pour que l’affrontement courtois soit provoqué. L’objectif du chevalier est de rompre des lances sur son adversaire ou d’échanger avec lui un nombre déterminé de coups d’épée ou de hache. Loin des tournois semi-improvisés des XIIe et XIIIe siècles, les pas d’armes relèvent d’une organisation mûrement réfléchie et anticipée.
Le pas d'armes donna également l'occasion de créer de véritables spectacles narrant les exploits de Roland ou de Richard Cœur-de-Lion notamment.
Nombreux à la cour de Castille (Passo de la Fuerte Ventura, 1428, Passo Honroso, 1434), à la cour de Bourgogne (Pas de l'Arbre Charlemagne, à Marsannay le 11 juillet 1443, Pas de l'Arbre d'or, 1468), à celle du roi René (Pas de Nancy en 1445,,,, Pas de la Pastourelle ou de la Bergère, en 1449  à Tarascon), chaque pas d'armes permet à un champion de mettre en évidence ses qualités de jouteurs comme au Pas de la Fontaine aux Pleurs, tenu de 1449 à 1450, à Chalon-sur-Saône, qui est l'occasion pour le chevalier bourguignon Jacques de Lalaing de s'illustrer contre des adversaires venus de différentes cours européennes. Philippe de Ternant assiste Jean de Luxembourg en 1449 dans un pas d'armes tenu à Bruges contre Bernard de Foix. Il participe également du côté de Saint-Omer au pas de la Belle Pèlerine en compagnie des sires de Créquy, de Haubourdin et Ravenstein. Dans cette occasion, Philippe de Ternant porte les armes du héros grec Palamède. D'autres pas d'armes se tiennent au XVIe siècle, comme à Binche (Belgique) en 1549 et Le pas du Perron Fée de Bruges en 1453.

## A la cour des Habsbourg
C'est très vraisemblablement Maximilien Ier qui introduisit dans l'Empire germanique l'expression « pas d'armes » des Pays-Bas bourguignons, après son premier mariage avec Marie de Bourgogne, héritière de Charles le Téméraire, le dernier duc de Bourgogne de la maison de Valois. Ce mariage lui permit de connaître la riche tradition des tournois dans lesquels un aspect théâtral avait été introduit par le biais de thèmes allégoriques. Il lui fallait remplacer le « tournoi de la masse de bois » d'usage en Allemagne, particulièrement violent mais constituant la forme héréditaire de joutes des « sociétés » (ou guildes) de chevaliers, par une forme de tournoi créant un lien fort avec sa personne. À partir du « pas d'armes », le libre tournoi se développa en Allemagne car il était celui qui, par l'utilisation de lances et d'épées, se rapprochait le plus de la guerre. Il fut enrichi d'éléments cérémoniaux et allégoriques. Sa forme élitaire, avec un équipement spécial de joute, le Stechen, resta en usage dans les cours des princes-électeurs.

## Liste de pas d'armes
- Passo de la Fuerte Ventura (1428)
- Suero de Quiñones Passo Honroso (Órbigo, 1434)
- Pas de l'Arbre Charlemagne (Dijon, 1443)[7]
- Pas du Rocher Périlleux (1446)[8]
- Pas de la Pastourelle (vers 1445)[9]
- Pas de Nancy (Nancy, 1445)[3],[10],[11]
- Pas de la Joyeuse Garde (Saumur, 1446)[12]
- Pas de la Belle Pèlerine (Saint-Omer, 1449)[13]
- Pas de la Bergère (Tarascon, 1449)[14],[15]
- Pas de la Fontaine aux Pleurs (Chalon-sur-Saône, 1449 - 1450)[16]
- Pas du Chevalier au Cygne (Lille, 1454)[17]
- Pas du Pin aux Pommes d'Or (1455)
- Pas de la Dame Inconnue (1463)
- Pas du Perron Fée (Bruges, 1463)[18]
- Pas de l'Arbre d'Or, (Bruges, 1468)[19]
- Pas de la Dame Sauvage (Gand, 1470)[20]